# راس الوادي (إب)

تعديل مصدري - تعديل

راس الوادي محلة تابعة لقرية محجر السيفي، التابعة لعزلة جبل معود بمديرية إب إحدى مديريات محافظة إب في الجمهورية اليمنية.، بلغ تعداد سكانها 52 حسب تعداد اليمن لعام 2004.